# Local Government Areas in Victoria

Der Bundesstaat Victoria im Südosten Australiens

Der australische Bundesstaat Victoria ist unterteilt in 79 lokale Verwaltungsgebiete, die Local Government Areas (LGA) sowie 11 unincorporated areas (gemeindefreie Gebiete).
Die Gebiete tragen neben dem Ortsnamen die Bezeichnungen:
- City – für Stadtgebiete;
- Rural City – für Kleinstädte in ländlichen Gebieten;
- Shire – ländliche Bezirke;
- Borough – Bezirke, die in größeren Siedlungen entstanden sind.

Die Bezeichnung hat nur historischen Hintergrund und bedeutet keinen unterschiedlichen Status. Die unincorporated areas sind vergleichsweise klein und mit geringer oder keiner Bevölkerung. Es handelt sich dabei um vier Inseln, sechs Ferienorte sowie die frühere Bergbaustadt Yallourn.
Die jetzige Gliederung geht auf eine große Reform um das Jahr 1994 herum zurück, bei dem die ehemals 210 LGAs zusammengeschlossen und neu aufgeteilt wurden („Amalgamation“).
Ein gemeinsames Gremium der Gebietsverwaltungen und eine Interessenvertretung gegenüber dem Bundesstaat ohne politische Entscheidungsgewalt ist die Municipal Association of Victoria.

## Ländliche Städte und Shires

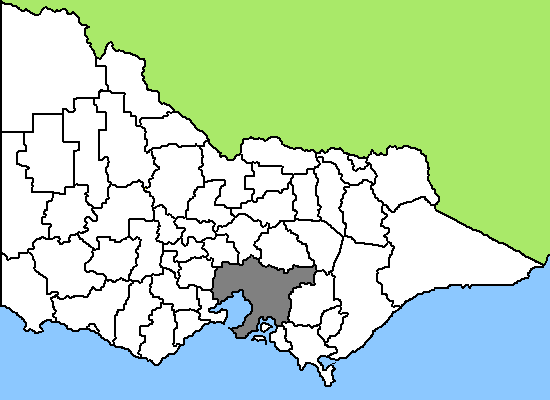
Die 48 LGAs von Victoria außerhalb von Melbourne (grau)

Das Staatsgebiet Victorias ohne die Hauptstadt Melbourne ist in 48 LGAs unterteilt. Diese verteilen sich auf 13 städtische Bezirke (Citys, Rural Citys und ein Borough) und 35 Shires.
Jede LGA wird von einem Council (Rat) verwaltet, der von den Bewohnern des Gebiets gewählt wird. Der Ratsvorsitzende ist der Mayor („Bürgermeister“) der LGA. Teilweise sind die Gebiete noch einmal in Bezirke (Wards oder Ridings) unterteilt.
| - Alpine Shire - Ararat Rural City - Ballarat City - Bass Coast Shire - Baw Baw Shire - Benalla Rural City - Buloke Shire - Campaspe Shire - Central Goldfields Shire - Colac Otway Shire - Corangamite Shire - East Gippsland Shire - Gannawarra Shire - Glenelg Shire - Golden Plains Shire - Greater Bendigo City - Greater Geelong City - Greater Shepparton City - Hepburn Shire - Hindmarsh Shire - Horsham Rural City - Indigo Shire - Latrobe City - Loddon Shire | - Macedon Ranges Shire - Mansfield Shire - Mildura Rural City - Mitchell Shire - Moira Shire - Moorabool Shire - Mount Alexander Shire - Moyne Shire - Murrindindi Shire - Northern Grampians Shire - Pyrenees Shire - Queenscliffe Borough - South Gippsland Shire - Southern Grampians Shire - Strathbogie Shire - Surf Coast Shire - Swan Hill Rural City - Towong Shire - Wangaratta Rural City - Warrnambool City - Wellington Shire - West Wimmera Shire - Wodonga City - Yarriambiack Shire |

## Greater Melbourne

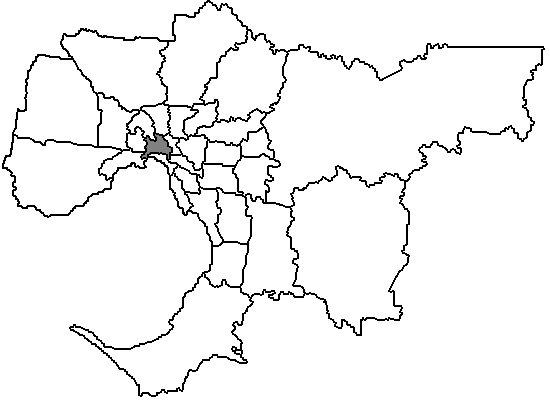
Die 31 LGAs von Melbourne um die City (grau)

31 LGAs liegen im Stadtgebiet der Hauptstadt Melbourne. Diese Metro Councils bilden die Region Greater Melbourne. 3,4 der 5 Millionen Einwohner Victorias leben hier. Die 26 Citys werden auch als Metropolitan Area, die fünf Shires als Outer Metropolitan Area von Melbourne bezeichnet. Eine besondere Rolle nimmt die zentrale LGA Melbourne City im Stadtzentrum ein, deren Oberhaupt den Titel Lord Mayor trägt (sonst nur Mayor) und der die Stadt Melbourne nach außen hin repräsentiert.
Geografisch unterscheidet man die Innenstadt (Inner City) und die nördlichen, östlichen, südöstlichen und westlichen Vororte (Suburbs).
Melbourne besteht außerdem geografisch aus 217 Stadtteilen, die sich teilweise mit den LGA überschneiden.
| - Inner City - Melbourne City - Port Phillip City - Yarra City - Northern Suburbs - Banyule City - Darebin City - Hume City - Moonee Valley City - Merri-bek City - Nillumbik Shire - Whittlesea City - Eastern Suburbs - Boroondara City - Knox City - Manningham City - Maroondah City - Whitehorse City - Yarra Ranges Shire | - Southeastern Suburbs - Bayside City - Cardinia Shire - Casey City - Greater Dandenong City - Frankston City - Glen Eira City - Kingston City - Monash City - Mornington Peninsula Shire - Stonnington City - Western Suburbs - Brimbank City - Hobsons Bay City - Maribyrnong City - Melton City - Wyndham City |

Siehe auch: Liste der Orte in Victoria (Australien)

## Gemeindefreie Gebiete
- Elizabeth Island
- Falls Creek Alpine Resort
- French Island
- Gabo Island
- Lady Julia Percy Island
- Lake Mountain Alpine Resort
- Mount Baw Baw Alpine Resort
- Mount Buller Alpine Resort
- Mount Hotham Alpine Resort
- Mount Stirling Alpine Resort
- Yallourn Works Area